# Holy Trinity Church (Southport)

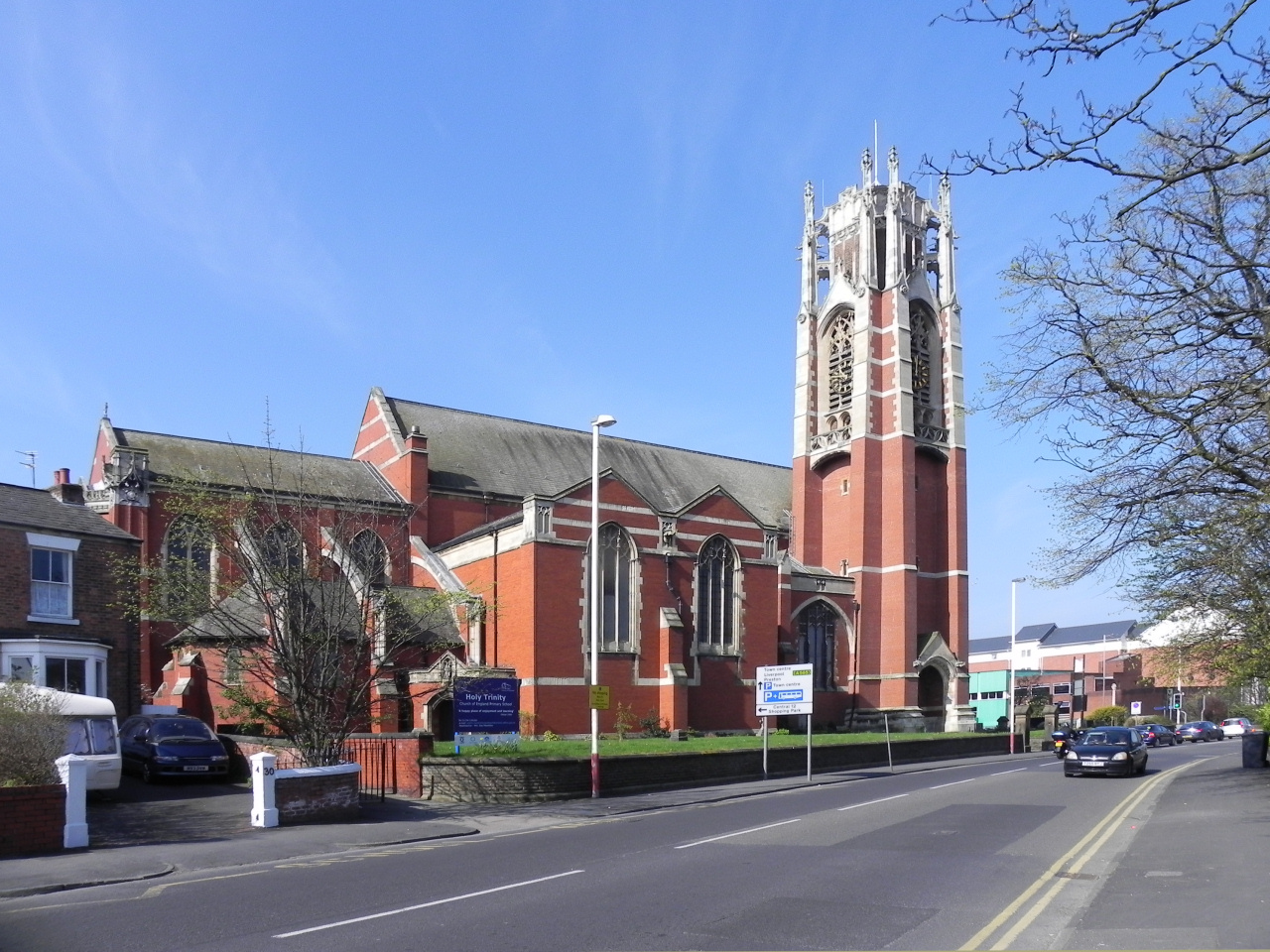
Holy Trinity Church in Southport

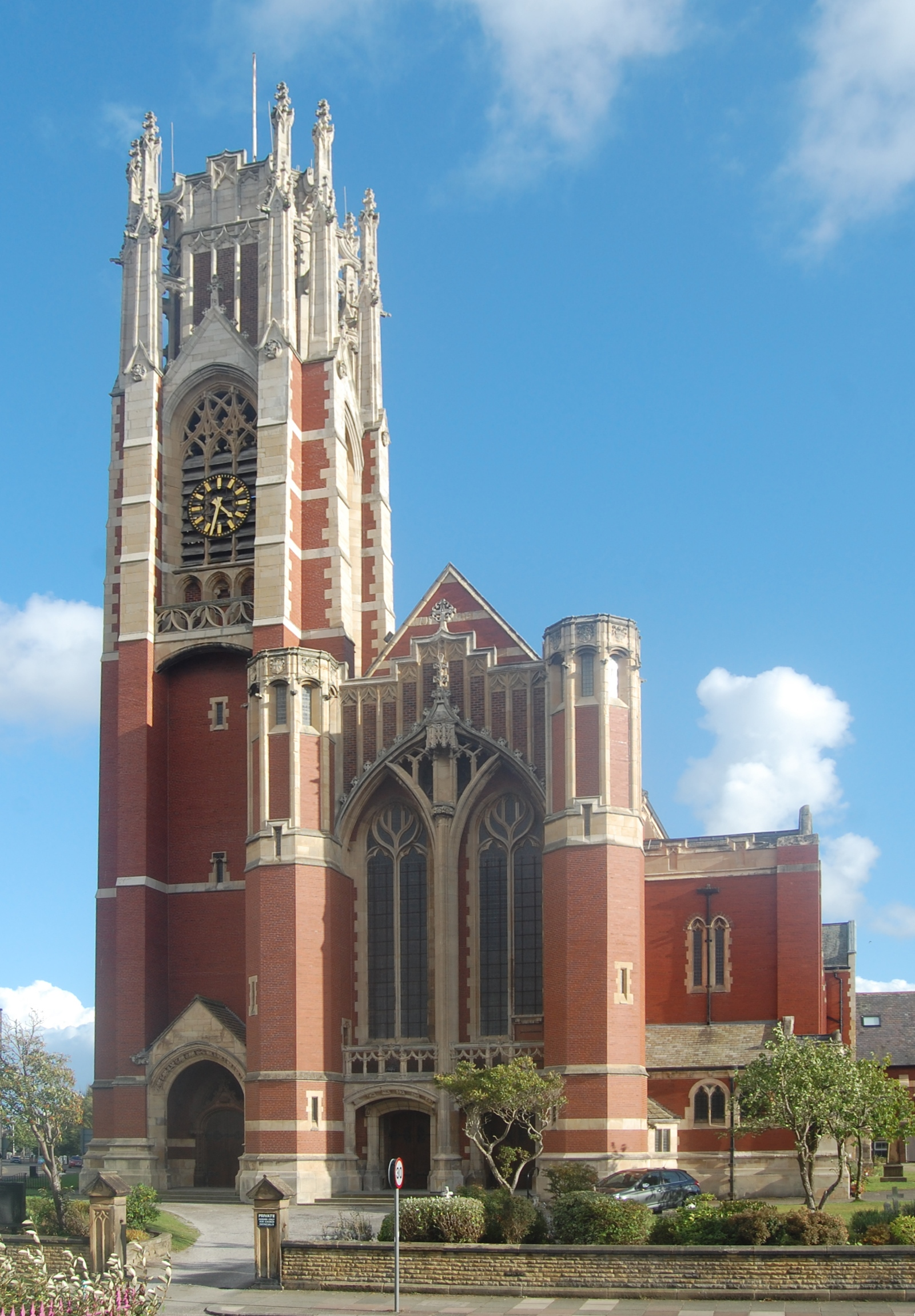
Fassade

Die der Church of England zugehörige Holy Trinity Church in der westenglischen Küstenstadt Southport in der Grafschaft (county) Merseyside ist der Hl. Dreifaltigkeit geweiht; die Pfarrkirche ist als Grade-II*-Bauwerk eingestuft und gehört zum Major Churches Network.

## Lage
Die Stadt Southport liegt gut 30 km (Fahrtstrecke) nördlich von Liverpool an der Irischen See; die Industriestadt Manchester liegt etwa 75 km östlich. Die Holy Trinity Church befindet sich in der Queens Road ungefähr 2 km vom Meer entfernt.

## Geschichte
Bereits im Jahr 1837 wurde eine Vorgängerkirche gleichen Namens geweiht, doch wurde diese mit dem zunehmenden Wachstum der Stadt zu klein. Im Januar 1904 fand die Grundsteinlegung einer größeren Kirche statt, die am 12. März 1912 geweiht wurde, obwohl der Glockenturm erst ein Jahr später fertig wurde.

## Architektur
Die knapp 50 m lange und ca. 21 m breite Kirche besteht größtenteils aus Ziegelsteinen (bricks); behauene weiße Kalksteine sind nahezu ausschließlich Teilen der Fassade und des Glockenturms vorbehalten, dessen Ecktürmchen (pinnacles) jedoch in den 1960er Jahren durch modelliertes Fiberglas ersetzt wurden. Das mit Natursteinen verkleidete Kircheninnere ist dreischiffig, wobei das Mittelschiff nur geringfügig höher ist als die beiden Seitenschiffe.